# Хаспел, Джина
Джи́на Че́ри Ха́спел (англ. Gina Cheri Haspel, род. 1 октября 1956) — американский государственный деятель, сотрудник американских спецслужб. Директор ЦРУ в 2018—2021 годах (заместитель директора в 2017—2018 годах), первая женщина, занимавшая эту должность.

## Служба в ЦРУ
Хаспел служила в ЦРУ США с 1985 года и занимала в агентстве ряд руководящих должностей. Согласно опубликованным данным, в 2002 году Хаспел руководила секретной тюрьмой ЦРУ в Таиланде. В этой тюрьме под кодовым названием «Кошачий глаз» некоторое время содержались граждане Саудовской Аравии Абд-эль-Рахим аль-Насири и Абу Зубайда, подозреваемые в принадлежности к «Аль-Каиде». В докладе Комиссии Сената США по разведке о пытках ЦРУ 2012 года указано, что во время содержания в тюрьме эти заключённые подвергались пыткам, в частности, пыткам водой и допросам с использованием незаконных методов. Рассекреченные материалы ЦРУ содержат сведения, что Зубайда подвергался пыткам водой 83 раза в месяц, а также лишался сна, помещался в «большую коробку», в результате чего потерял левый глаз. Зубайда считал, что следователи ЦРУ не имели никаких данных о его виновности (Допрос Абу Зубайда).
17 декабря 2014 года Европейский центр конституционных прав и прав человека выдвинул обвинения в уголовных преступлениях против неопознанных сотрудников ЦРУ после того, как Сенат США опубликовал свой отчёт о пытках американских спецслужб. 7 июня 2017 года Европейский центр конституционных прав и прав человека также выдвинул обвинения в связи с делом Абу Зубайда.
Впоследствии Хаспел занимала должность начальника штаба Хосе Родригеса — директора Антитеррористического центра ЦРУ. В своих мемуарах Родригес писал, что в 2005 году Хаспел отдала распоряжение уничтожить десятки видеокассет с записями, сделанными в секретной тюрьме в Таиланде.
В 2013 году Джон Бреннан, занимавший тогда должность директора ЦРУ, назначил Хаспел исполняющей обязанности заместителя директора Национальной секретной службы, в чью компетенцию входит организация тайных операций ЦРУ во всём мире. Но кандидатура Хаспел не была утверждена на должность заместителя директора из-за критики в её адрес, прежде всего по поводу её участия в Программе исполнения, задержания и допроса (англ. Rendition, Detention and Interrogation program). Хаспел также занимала должность заместителя директора Национальной секретной службы по внешней разведке и тайным операциям.
2 февраля 2017 года президент Дональд Трамп назначил Хаспел заместителем директора ЦРУ. 8 февраля 2017 года несколько членов сенатского комитета по разведке призвали Трампа пересмотреть это решение, но президент оставил его в силе.
15 февраля 2017 года журналист Спенсер Аккерман сообщил в своём блоге о психологах Брюсе Джессене и Джеймсе Митчелле — разработчиках расширенной программы допросов, которая была предназначена для допроса Зубайда и впоследствии использовалась в секретных тюрьмах ЦРУ по всему миру. Джессен и Митчелл пытаются заставить Хаспел и её коллегу Джеймса Котсану свидетельствовать от их имени.
13 марта 2018 года президент Дональд Трамп объявил через Твиттер, что назначит Хаспел директором ЦРУ. Хаспел была первой женщиной-офицером ЦРУ, которая продвинулась по службе до должности заместителя директора. В случае одобрения её кандидатуры Конгрессом Хаспел должна была стать первой женщиной — директором ЦРУ.
17 мая 2018 года Сенат США утвердил Хаспел в должности директора ЦРУ.

## Награды
- Премия Джорджа У. Буша «За достижения в борьбе с терроризмом»;
- Премия Донована;
- Медаль «За заслуги в разведке»[англ.];
- Премия президентской службы[англ.] (высшая награда на федеральной гражданской службе)[19].